# 国际社会主义组织 (津巴布韦)
国际社会主义组织（英语：International Socialist Organisation）是津巴布韦的一个托洛茨基主义组织。该组织成立于1990年代初。该组织的意识形态是社会主义、马克思主义、托洛茨基主义。该组织实行集体领导。该组织的总部位于哈拉雷。该组织出版报纸《社会主义工人》。该组织是国际社会主义倾向的成员。
该组织既反对津巴布韦执政党津巴布韦非洲民族联盟－爱国阵线，也反对该国主要反对党争取民主变革运动—茨万吉拉伊。